# Luisito Pie
Luisito Pie (4 de março de 1994) é um taekwondista da República Dominicana, medalhista olímpico.

## Carreira
Pie competiu na Rio 2016, na qual conquistou a medalha de bronze, na categoria até 58kg..